# Flugplatz Attendorn-Finnentrop

i7
i11
i13
Der Flugplatz Attendorn-Finnentrop (ICAO-Code: EDKU) ist ein Sonderlandeplatz auf dem Gebiet der Gemeinde Finnentrop, nahe der Grenze zur Stadt Attendorn im Sauerland. Er ist für Flugzeuge bis 2000 kg zugelassen. Der Flugplatz liegt auf dem Wiethfeld zwischen dem Industriegebiet Ennest, Heggen und dem Ahauser Stausee.
Es gibt weder Linien- noch Charterflüge. Der Flugplatz dient dem Luftsport mit Segel- und Motorflugzeugen.

## Zwischenfälle
Am 20. Juli 2019 stürzte ein auf dem Flugplatz Attendorn-Finnentrop stationiertes und gestartetes Kleinflugzeug vom Typ Jodel DR 1050 beim Landeanflug auf den Flugplatz Bruchsal ab. Der 80 Jahre alte Pilot und zwei weitere Insassen kamen ums Leben.